# August Adolph von Haugwitz
August Adolph von Haugwitz (* 14. Mai 1647 auf Gut Uebigau in der Oberlausitz; † 27. September 1706 auf Schloss Neschwitz bei Bautzen) war ein deutscher Lyriker und Dramatiker der Barockzeit.

## Leben
Haugwitz entstammte dem Lausitzer Landadel. Am 28. Oktober 1665 immatrikulierte er sich an der Universität Wittenberg, um Rechtswissenschaft, vor allem Staatsrecht, zu studieren.  Seine frühesten, lange ungedruckt gebliebenen Dramen gehen noch auf die Studienzeit zurück.  In seinem Erstlingsdrama Soliman erweist er sich als Epigone von Andreas Gryphius.  1669 ging er auf eine Bildungsreise nach Paris, wo auch seine höfische Komödie Flora entstand.  In der Lyrik war Hoffmannswaldau sein bewundertes Vorbild.

## Werke (Auswahl)
- Prodromus Lusaticus, Bautzen 1681 – Geschichte der Lausitz
- Schuldige Unschuld oder Maria Stuarda, 1683 (Nachdruck: Bern 1974) (Neuauflage 2014, ISBN 978-3-8430-3982-6)
- Prodromus poeticus, oder Poetischer Vortrab, Dresden 1684 (Nachdruck: Tübingen 1984) – Sammelausgabe der Dramen und der Lyrik (Digitalisat)